# Ходжес, Эдриан
Эдриан Ходжес (англ. Adrian Hodges) — британский сценарист кино и телевидения.

## Жизнь и карьера
Он начал свою карьеру в журналистике в журнале Screen International, а его сценарный дебют стал в телевизионной драме «Скажи что любишь меня», а затем последовали сценарии к фильмам «Мост» (1992) и «Том и Вив» (1994), за который Миранда Ричардсон и Розмари Харрис обе получили номинации на премию «Оскар».
После его киноадаптации «Метролэнда» (1997) Джулиан Барнс, Ходжес сосредоточился на написании сценариев к телевидению, включая «Среди женщин» (1998), его адаптацию романа Джон Макгахерна для BBC Two, за который он получил номинацию на премию «BAFTA» за лучший сериал и получил премию Гран При на телефестивале в Банфе, «Затерянный мир» (2001) и «Последний король» (2003).
В 2005 году, он написал сценарий к эпизоду «Триумф»  сериала HBO-BBC «Рим».
Он является сосоздателем научно-фантастической драмы ITV «Портал юрского периода», для которого он написал сценарии к девяти эпизодам из пяти сезонов. В 2008 году также было объявлено, что он работает над новой адаптацией «Силаса Марнера».
22 ноября 2008 года, BBC объявило, что они собираются переделать «Выживших», также написанные Ходжесом. Два сезона было показано на BBC One, в 2008 и 2010 гг.
Ходжес написал сценарий к фильму 2011 года «7 дней и ночей с Мэрилин».
Эдриан Ходжес создал телесериал канала BBC «Мушкетёры», основанный на персонажах Александра Дюма, первый сезон которого шёл в эфире с января по март 2014 года.

## Фильмография
- Мушкетёры / The Musketeers
  - Друзья и враги / Friends and Enemies (2014)
  - Ловкость рук / Sleight of Hand (2014)
  - Добрый солдат / The Good Soldier (2014)
  - Мушкетёров непросто убить / Musketeers Don't Die Easily (2014)
  - Держи друзей близко... / Keep Your Friends Close (2015)
  - Обычный человек / An Ordinary Man (2015)
  - Благородный изменник / The Good Traitor (2015)
  - Эмили / Emilie (2015)
  - Возвращение / The Return (2015)
  - Сквозь тусклое стекло / Through a Glass Darkly (2015)
  - Щедрый отец / The Prodigal Father (2015)
- Выжившие / Surivors
  - Сезон 1, эпизод 1 / Season One, Episode One (2008)
  - Сезон 1, эпизод 2 / Season One, Episode Two (2008)
  - Сезон 1, эпизод 5 / Season One, Episode Five (2008)
  - Сезон 1, эпизод 6 / Season One, Episode Six (2008)
  - Сезон 2, эпизод 1 / Season Two, Episode One (2010)
  - Сезон 2, эпизод 6 / Season One, Episode Six (2010)
- Портал юрского периода / Primeval
  - Эпизод 1 / Episode One (2007)
  - Эпизод 2 / Episode Two (2007)
  - Эпизод 3 / Episode Three (2007)
  - Эпизод 6 / Episode Six (2007)
  - Эпизод 7 / Episode Seven (2008)
  - Эпизод 8 / Episode Eight (2008)
  - Эпизод 13 / Episode Thirteen (2008)
  - Эпизод 28 / Episode Twenty-Eight (2011)
  - Эпизод 36 / Episode Thirty-Six (2011)